# Projeto Riese

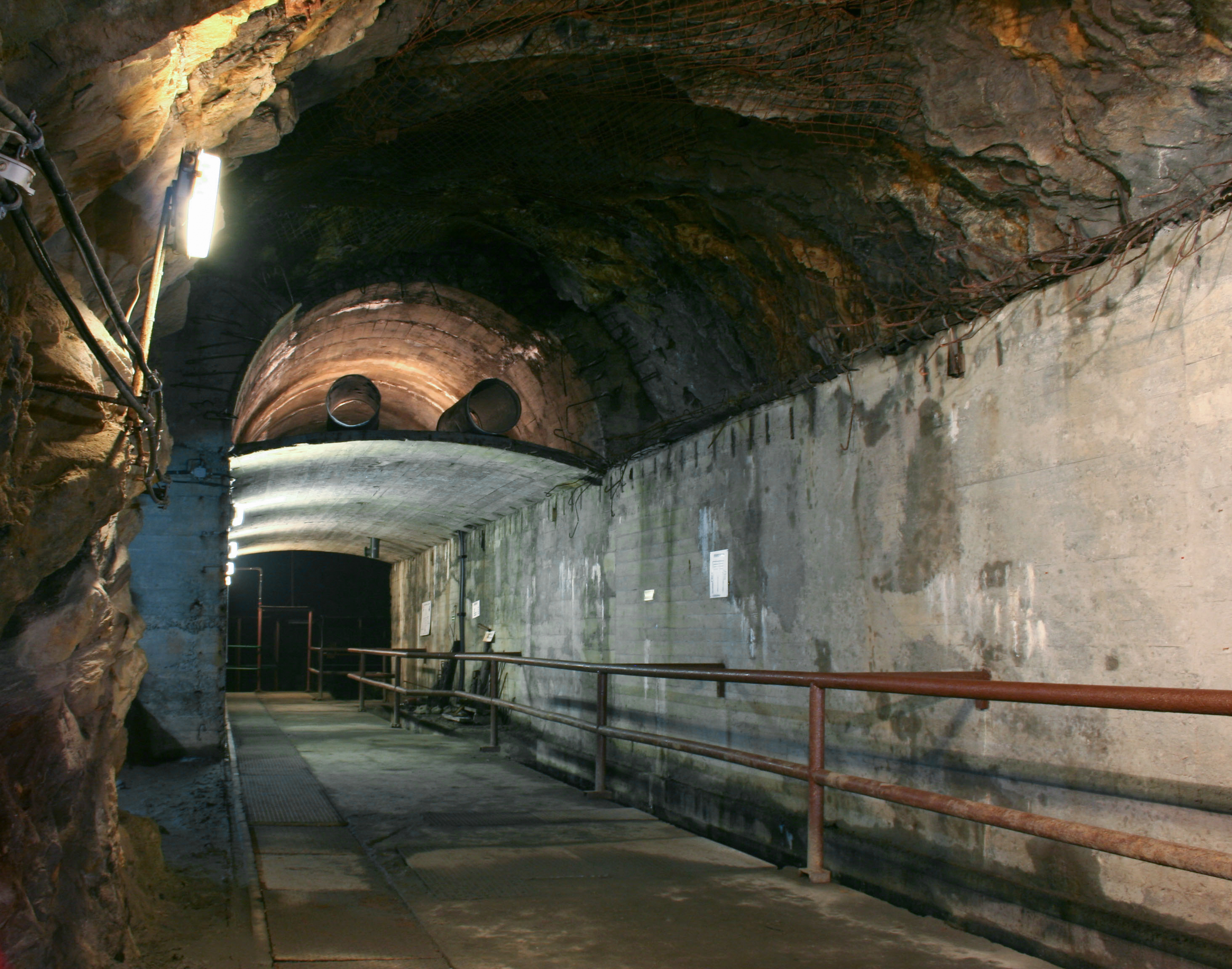
Complex Rzeczka, um dos 7 bunkers.

Projeto Riese (em alemão: Projekt Riese) [ˈʁiːzə] foi um projeto elaborado pela Alemanha Nazista de um complexo subterrâneo para construir sete bunkers subterrâneos localizados nas Montanhas da Coruja e Castelo Książ, na Baixa Silésia (territórioz da Polônia que anteriormente pertenciam à Alemanha Nazista). Juntas, as sete estruturas formariam uma verdadeira cidade debaixo da terra, com 35 km² de área, e capacidade para 20 mil pessoas.
O lugar abrigaria fábricas de bombas, que poderiam ser construídas lá embaixo a salvo dos bombardeios inimigos. E também receberia o equipamento necessário para a construção da bomba atômica nazista.
A construção do complexo, com seus salões e túneis de interconexão, teve início em 1943, na Baixa Silésia. O encarregado do projeto foi o arquiteto Albert Speer, amigo pessoal de Hitler e ministro da produção de armamentos do Terceiro Reich. As obras começaram simultaneamente em diferentes pontos das montanhas Sowie. O projeto foi abandonado às pressas enquanto o exército soviético se aproximava, no começo de 1945. Desta forma, nenhum deles foi concluído. Todos estão em diferentes estágios de conclusão, com apenas uma pequena porcentagem de túneis reforçados por concreto.
Com o chamado “Decreto Nero”, que ordenou a queima de documentos do Reich, detalhes dos planos para o complexo subterrâneo foram completamente destruídos.
O que sabe é que o trabalho de construção foi feito por trabalhadores forçados, prisioneiros de guerra e prisioneiros do campo de concentração Gross-Rosen, e muitos perderam suas vidas principalmente como resultado de doenças e desnutrição.